# Tata Beach (Paris)
Tata Beach est un surnom en franglais, donné à une promenade bordant la Seine à Paris, située en contrebas du quai des Tuileries, entre le pont Royal et la passerelle Léopold-Sédar-Senghor, face au Musée d’Orsay.
Exposé au sud et donc propice aux bains de soleil, ce lieu est réputé comme un lieu de drague fréquenté par les gays,. Le surnom, plutôt ironique, de l’endroit vient de « tata », nom un peu désuet dérivé de « tante », qui désigne familièrement et péjorativement un homme homosexuel et de beach qui signifie plage en anglais. 